# Renato Berta
Renato Berta (Bellinzona, 2 de março de 1945) é um diretor de fotografia e cineasta suíço.